# Urheberrechtsverletzung

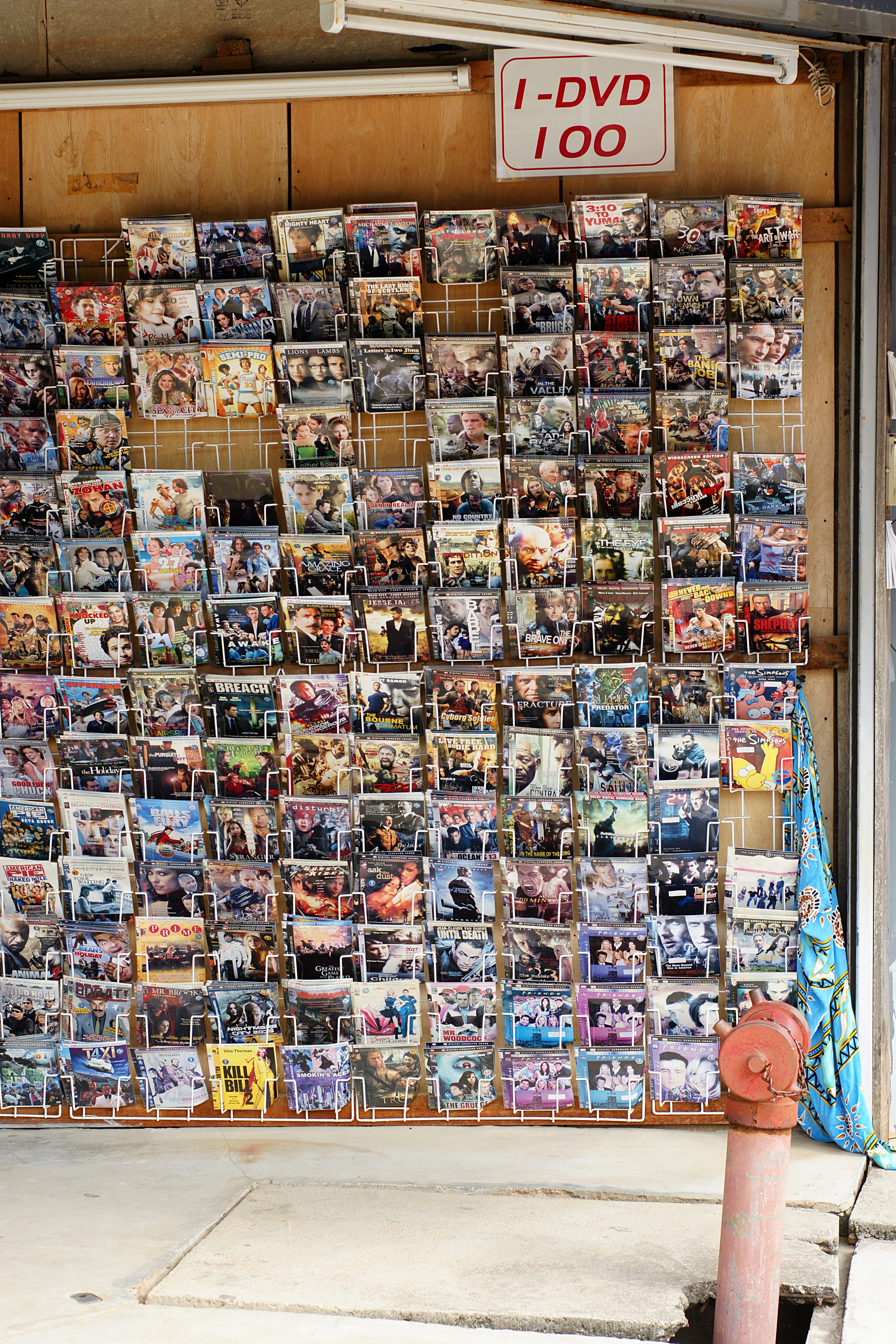
Ein Laden mit Schwarzkopien in Thailand

Eine Urheberrechtsverletzung ist ein Verstoß gegen die Urheberrechte.
Gemeint ist damit in der Regel ein Verstoß gegen die im deutschen Urheberrechtsgesetz definierten Verwertungsrechte oder die Aneignung eines fremden Werkes unter eigenem Namen (Plagiat genannt). Ein häufiger Verstoß besteht in einer rechtswidrig hergestellten oder verbreiteten Kopie von urheberrechtlich geschützten – meist elektronischen – Medien. Diese Kopien werden in Anlehnung an den jahrhundertealten Begriff Raubdruck häufig Raubkopie genannt. Daneben existiert die umgangssprachliche Bezeichnung Schwarzkopie, gemeint ist eine gegen das Urheberrecht verstoßende illegale Kopie. Bei den Medien kann es sich um Filme, Musikstücke, Bücher, Computerprogramme (Software), Datenbanken oder anderes urheberrechtlich geschütztes Material handeln. Dabei unterbleibt die Bezahlung des Urhebers oder des Rechteinhabers, die beim Kauf einer legalen Kopie in der Regel zu erfolgen hat.
Andere Urheberrechtsverletzungen können zum Beispiel in der Änderung eines Werkes oder seines Titels liegen. Unberechtigte Bearbeitung oder Umgestaltung eines Werkes ist ebenfalls ein Verstoß gegen das Urheberrecht.
Geschichtlich ist die Urheberrechtsverletzung eine relativ neue Erscheinung, da das Urheberrecht erst im 20. Jahrhundert den heutigen Schutz erreichte. Vorher waren z. B. das Abschreiben oder Nachdrucken von Büchern, die Übernahme von Liedern eines Sängers durch die Allgemeinheit oder andere Musiker, die Ausgestaltung eines Erzählstoffes durch diverse Autoren in unterschiedliche Richtungen relativ normale Vorgänge, die in einem gewissen Umfang geduldet wurden. Ein Eigentumsrecht bestand grundsätzlich nur an den materiellen Trägern – z. B. an einem Buch als Gegenstand – nicht an den Inhalten. Allerdings gab es seit langem auch den Begriff des Plagiats, der sich zum Beispiel auf die Übernahme fremder Texte bezog und entsprechend geächtet werden konnte.
Durch neue Techniken nahmen die wirtschaftlichen Folgen von widerrechtlichen Kopien immer größere Dimensionen an. Besonders erwähnenswert ist dabei das seit den 1990er Jahren auch im privaten Umfeld leicht mögliche Kopieren digitalen Ausgangsmaterials, welches eine 1-zu-1-Kopie ohne Qualitätsminderung mit geringem Zeit- und Materialaufwand erlaubt. Zugleich sind aber Urheberrechtsverletzungen teilweise auch leichter nachweisbar geworden.

## Rechtslage

### Strafbarkeit
Die unerlaubte Verwertung urheberrechtlich geschützter Werke kann Geld- oder Haftstrafen oder Geldbußen nach sich ziehen. Die entsprechenden Straf- und Bußgeldvorschriften ergeben sich aus §§ 106–111a UrhG. Mittlerweile ereignen sich viele Urheberrechtsverletzungen im Internet. Internettypische Vervielfältungshandlungen im Sinne von § 106 UrhG sind das Streamen und der Download von Musikdateien sowie das Kopieren von längeren Textpassagen. Zu beachten sind aber insoweit die §§ 44a, 53 Abs. 1 UrhG. Die Strafverfolgung setzt in der Regel einen Strafantrag voraus (§ 109 UrhG).
Werden technische Schutzmaßnahmen ausschließlich zum eigenen privaten Gebrauch im Sinne des § 53 Abs. 1 UrhG umgangen, ist dies nicht nach § 108b Abs. 1 UrhG strafbar. Dafür fehlt es an einer ausdrücklichen Strafbestimmung.

### Unterlassungsanspruch
Die Rechteinhaber können kostenpflichtig abmahnen. Dies ist eine außergerichtliche Unterlassungsaufforderung. Zur Vermeidung der Wiederholungsgefahr wird zur Abgabe einer strafbewehrten Unterlassungserklärung aufgefordert. Geschieht dies anwaltlich, muss der Abgemahnte die Anwaltskosten tragen, es sei denn, die Abmahnung entbehrt ihrer Berechtigung. Bei einem einfach gelagerten Fall, mit unerheblicher Rechtsverletzung und ohne geschäftsmäßiges Interesse sind die anwaltlichen Gebühren gemäß § 97a Abs. 3 UrhG auf einen Gegenstandswert von 1000 Euro beschränkt. Ohne Abgabe einer Unterlassungserklärung kann bei Eilbedürftigkeit eine einstweilige Verfügung beantragt werden oder eine Unterlassungsklage erhoben werden.

### Lizenzentschädigung
Der Rechteinhaber hat in Deutschland gegen den Verletzer einen Schadensersatzanspruch. Dieser bemisst sich üblicherweise nach der angemessenen Lizenzvergütung; § 97. Bei der rechtswidrigen Verwendung von Fotos wird regelmäßig ein Schaden entsprechend Honorarliste der Mittelstandsgemeinschaft Foto-Marketing zugrunde gelegt; dies ist in der Rechtsprechung umstritten, insbesondere bei der Urheberrechtsverletzung durch Verbraucher. Bei Artikeln setzen sich die Vergütungsregeln des Deutschen Journalisten-Verbands als marktübliche Lizenzen durch. Es bleibt allerdings zu beachten, dass die Lizenzentschädigungen der Verbände nicht als Quasi-Gesetz angewendet werden dürfen, sondern sich immer noch am Markt und der Angemessenheit messen lassen müssen.

### Privatkopie
Das Anfertigen einer Kopie für private Zwecke ist im Regelfall nicht rechtswidrig. Davon ausgenommen sind Downloads über Peer-to-Peer-Netzwerke, sofern die dort bereitgestellte Datei rechtswidrig im Netz steht. Weiteres siehe unter Filesharing.
Während das Anfertigen von Kopien für den privaten Gebrauch in Deutschland (§ 53 UrhG) und Österreich (§ 42 UrhG) unter bestimmten Voraussetzungen erlaubt ist, ist das Verbreiten von Kopien in fast allen (z. B. nicht in Antigua und Barbuda, Niederländische Antillen) Ländern der Welt gesetzlich verboten, Verstöße gegen das Immaterialgüterrecht können juristisch verfolgt und bestraft werden. Jedoch wird das Verbreiten in der Praxis in vielen Staaten (vor allem in Russland, Südostasien und Afrika) nicht aktiv verfolgt.
Die Rechtslage in Österreich ist in groben Zügen ähnlich wie in Deutschland. Betreffend Schulen und Universitäten in Österreich bestimmt § 42 Abs. 6 UrhG, dass diese für Zwecke des Unterrichts bzw. der Lehre in dem dadurch gerechtfertigten Umfang Vervielfältigungsstücke in der für eine bestimmte Schulklasse bzw. Lehrveranstaltung „erforderlichen“ Anzahl herstellen und verbreiten dürfen; dies gilt auch für Musiknoten. Die Abgeltung zahlen die Universitäten durch die Reprographievergütung in der Sonderform der Betreibervergütung (§ 42b Abs. 2 Z 2 UrhG).

## Unterhaltungsmedien
Um der illegalen und kostenlosen Verwendung von Tauschbörsen eine legale Alternative entgegenzusetzen, stellt die Musikindustrie inzwischen eigene Downloadangebote bereit, die es den Kunden ermöglichen, lizenzierte Musik auf ihren Rechner herunterzuladen. Für Audio-CDs wurden verschiedene Kopierschutzverfahren eingeführt, die das Vervielfältigen von Musik und die Weitergabe verhindern sollen. Da diese Verfahren jedoch die technischen Spezifikationen von Audio-CDs verletzen, lassen sich legal erworbene CDs auf einigen Geräten oder Computern nicht abspielen. Diese CDs entsprechen nicht mehr der im Red Book vereinbarten und definierten Spezifikationen für Compact Discs und sind daher keine der Norm entsprechenden Audio-CDs und sorgen so oft für zusätzlichen Unmut bei den zahlenden Kunden.
Die Frage, ob Überspielen von kopiergeschützten CDs über den analogen Ausgang ein Umgehen des Kopierschutzes darstellt, ist umstritten. In zahlreichen Zeitschriften wird es als erlaubte Möglichkeit dargestellt, da das analoge Abspielen der bestimmungsgemäßen Verwendung einer Audio-CD entspricht.
Um das unerlaubte Mitschneiden von Kinofilmen zu unterbinden, setzen Kinobetreiber immer häufiger Nachtsichtgeräte ein, um Personen mit Videokameras aufzuspüren. Allerdings werden oft auch Screener unrechtmäßig kopiert.

### Technische Mittel
Um kostenlos an nahezu alle gängigen Filme, Musikstücke und Spiele zu kommen, werden zumeist gängige File-Sharing-Programme oder das IRC-Netzwerk benutzt. Die Film- und Musikindustrie versucht daher, Tauschbörsen bzw. die verwendete Software verbieten zu lassen. Allerdings sind einige Tauschbörsen dezentral organisiert, so dass es in der Praxis nicht möglich ist, so ein Verbot durchzusetzen; zudem argumentieren Anbieter von Tauschbörsen, dass sie nur die Vermittler von Daten seien und ein Großteil des Datenverkehrs auf legale Inhalte – wie etwa freie Software – zurückzuführen ist. Genauso gut könne man die Post verbieten, die unter anderem auch gestohlene Waren ausliefert.
Problematisch für die Hersteller kommerzieller Software dabei ist, dass es keinen unumgehbaren Kopierschutz gibt. Zahlreiche sogenannte Cracker-Groups bringen kurz nach Veröffentlichung neuer Programme zumeist auch gleich die passenden Seriennummern oder einen Crack heraus. Cracks tauschen meist Original-Dateien aus oder verändern diese leicht – mit dem Ziel den Kopierschutz zu überwinden.
Eine weitere Technik zur Umgehung von Kopierschutzverfahren sind CD-ROM-Emulatoren. Hierzu wird ein Abbild der Original-CD erzeugt. Dieses kann auf beliebigen Datenträgern gespeichert, und zusätzlich beispielsweise über das Internet oder LAN global oder lokal verteilt werden. Mittels eines virtuellen CD-ROM-Laufwerks lassen sich diese Abbilder dann in das System einbinden. So wird dem Programm vorgegaukelt, die Original-CD wäre in einem CD-ROM-Laufwerk. Es gibt mittlerweile Kopierschutzverfahren, die die Deinstallation solcher CD-Emulatoren fordern, bevor das kopiergeschützte Programm gestartet werden kann, was problematisch ist, da solche Emulatoren aber auch zu anderen Zwecken eingesetzt werden können. Auch kann das Überprüfen auf solche Programme mit verschiedenen Programmen, so genannten „anti-blacklisting tools“, umgangen werden die entweder versuchen, die Emulation zu verbergen, oder das kopiergeschützte Programm zu manipulieren.

### Kopierschutzumgehung
Nicht erlaubt sind Kopien kopiergeschützter Datenträger. Sobald eine Kopiersperre vorhanden bzw. „wirksam“ ist, darf diese nicht umgangen werden, auch nicht, wenn die Musikstücke in MP3 konvertiert werden, um diese z. B. auf einem MP3-Player abzuspielen. Wann ein Kopierschutz als „wirksam“ bezeichnet werden kann, ist bisher nicht zweifelsfrei festgelegt worden.
Die direkte Umgehung des Kopierschutzes zur Erstellung einer Privatkopie ist zwar verboten, aber nicht strafbar. Allerdings kann in solchen Fällen der Rechteinhaber Schadensersatzforderungen gegen den Ersteller der Kopien geltend machen.
Aufnehmen aus dem Fernseher ist unbedenklich. DVDs sind zum größten Teil durch Content Scramble System (CSS) geschützt. Analoge Aufnahmen sind solange erlaubt, wie z. B. DVDs nicht durch Macrovision geschützt sind.
Privatkopien von kopiergeschützten digitalen Medien dürfen also legal mit den genannten Ausnahmen, über den Umweg der analogen Aufzeichnung, per Wiedergabe gemacht werden. Es ist nicht verboten, die Wiedergabe einer DVD oder Musik-CD mitzuschneiden und dieses Material anschließend wieder als DVD oder CD zu brennen. Auch dürfen diese an Freunde und Bekannte weitergegeben werden.
Im Rahmen der zweiten Novelle zum Urheberrecht soll diese Möglichkeit der legalen Kopie dahingehend geändert werden, dass eine analog erstellte Kopie ebenfalls zu Schadenersatzansprüchen des Rechteinhabers führen kann.
Kopierschutzmechanismen von Audio-CDs funktionieren oft nur im Zusammenhang mit einer bestimmten Software bzw. Betriebssystem (meist Windows).
Die Umgehung von Kopierschutzmechanismen muss nicht immer absichtlich geschehen. Manchmal ist dies auch ein ungewollter Nebeneffekt bei der Verwendung sehr preiswerter Hardware. Der Kopierschutz High-bandwidth Digital Content Protection wird beispielsweise durch die Verwendung verschiedener günstiger HDMI-Splitter entfernt, die das Signal von einer Quelle auf mehrere Bildschirme verteilen sollen. Ein Mitschnitt durch handelsübliche Hardware, die man auch zur Aufzeichnung von sogenannten Let’s Plays von Konsolenspielen verwendet, ist damit problemlos und oft sogar in voller HD-Qualität möglich.

## Urheberrechtsverletzungen im Internet
Das Internet erleichtert durch einen einfacheren Datenaustausch und, aufgrund der Internationalität, durch die Vielzahl geltender Urheberrechtsgesetze Urheberrechtsverletzungen.
Mit der Verbreitung des Internets bieten Anonymisierungsdienste wie etwa Proxy-Server und Virtual Private Networks (VPNs) die Möglichkeit, urheberrechtlich geschützte Werke illegal zu verbreiten, ohne auf Anfrage den jeweiligen Nutzer, der den Anonymisierungsanbieter zur Verbreitung nutzt, nachzuweisen. Diese Anonymisierungsanbieter sitzen meist in Ländern mit sehr liberalem Internetrecht. Einige deutsche Tor-Server halten beispielsweise illegal urheberrechtlich geschützte Werke vor. Obwohl sie nicht nachweisen konnten, dass sie nicht die Quelle dieser Daten sind, sondern sie nur weiterleiten und die Quelle nicht nachweisen konnten, mussten die Anbieter bisher nicht haften. Die Polizei war mit der Situation sichtlich überfordert, was etwa zur Beschlagnahmung einiger Tor-Server führte, um die Quelle selber herauszufinden, was ihnen wegen der verwendeten Technik nicht gelang.
Auch über Sharehoster werden geschützte Werke illegal verbreitet. Nach einem Urteil des LG Düsseldorf haftet RapidShare für alle Urheberrechtsverletzungen, die dessen Nutzer begehen, als Störer. Außerdem sei das Unternehmen dazu verpflichtet, die nötigen Maßnahmen zu ergreifen, um Urheberrechtsverletzungen zu verhindern (Prüfungspflicht).
Aus dem Ausland können geschützte Werke vorgehalten werden, da das Internet grundsätzlich weltweit verfügbar ist, bei denen das Urheberrecht des jeweiligen anderen Landes nicht anerkannt wird. Daher ist die Durchsetzung nationalen Rechts schwierig. Eine Idee ist es, diese ausländischen Anbieter nicht zu verklagen, sondern ihre Server im nationalen Netz zu sperren. In Deutschland wird dies allerdings nicht angewandt. Manche Kritiker bezeichnen das Sperren von Servern als Internetzensur.
Da Urheberrechtsinhaber aus den genannten Gründen ihre Rechte schlecht durchsetzen können, verwenden sie als Ausweg technische Kopierschutzmaßnahmen, die nichtberechtigte Personen an der Nutzung von Kopien der Daten hindern sollen.
Am 8. September 2016 legt die zweite Kammer des Europäischen Gerichtshofs fest, dass bereits das Verlinken auf online verfügbare Inhalte einer Urheberrechtsverletzung gleichkommen kann. Demnach ist bereits das Setzen eines Hyperlinks einer "öffentlichen Wiedergabe" gleichzusetzen. Durch das „Playboy“-Urteil müssen Webseitenbetreiber (z. B. Blogger) sehr genau prüfen, was sie verlinken. In der IT-Szene stoß das EuGH-Urteil auf einige Kritik; etwa dahingehend, dass die Rechtsprechung von einer Einzelfallabwägung ausgehe und die "Linkfreiheit" im Internet dadurch eingeschränkt werde.

## Entwicklungen
Selbst massive Verfolgung von Tätern und Präzedenzfälle wie in den USA gegen Jammie Thomas oder Joel Tenenbaum schrecken die meisten Benutzer nicht ab. Die Beliebtheit von Tauschbörsen nimmt weiter zu. Bei solch einem Massenphänomen ist es für Strafverfolger nahezu unmöglich, die Mehrzahl der Verstöße zu ahnden – eine Strafverfolgung großer Bevölkerungsgruppen ist weder politisch durchsetzbar noch praktisch machbar. Daher konzentriert sich die Strafverfolgung meist auf Personen, die im großen Stil mit illegalen Kopien Handel treiben und sich teilweise millionenschwer bereichern, nicht auf diejenigen, die anscheinend nur im kleinen Stil für den Eigenbedarf kopieren.
Mittlerweile jedoch wird speziell entwickelte Software eingesetzt, die Urheberrechtsverstöße in Tauschbörsen automatisch protokolliert und an die Strafverfolgungsbehörden weiterleitet. Auch wurden zum ersten Male Strafanzeigen gegen viele Tausend Benutzer zugleich gestellt. Letzteres mit dem Ziel, über die Strafanzeigen an die Identitäten der Schädiger heranzutreten, um diese zivilrechtlich verfolgen zu können, vgl. Filesharing. Um einer Kriminalisierung weiter Bevölkerungsgruppen entgegenzuwirken, fordern Organisation wie Attac eine Kulturflatrate, die gegen Zahlung einer monatlichen oder jährlichen Pauschalabgabe ein solches Kopieren legalisiert, vergleichbar etwa mit der Vergütungsregelung auf Fotokopierer der VG Wort.